# Bossaball

Bossaball pálya

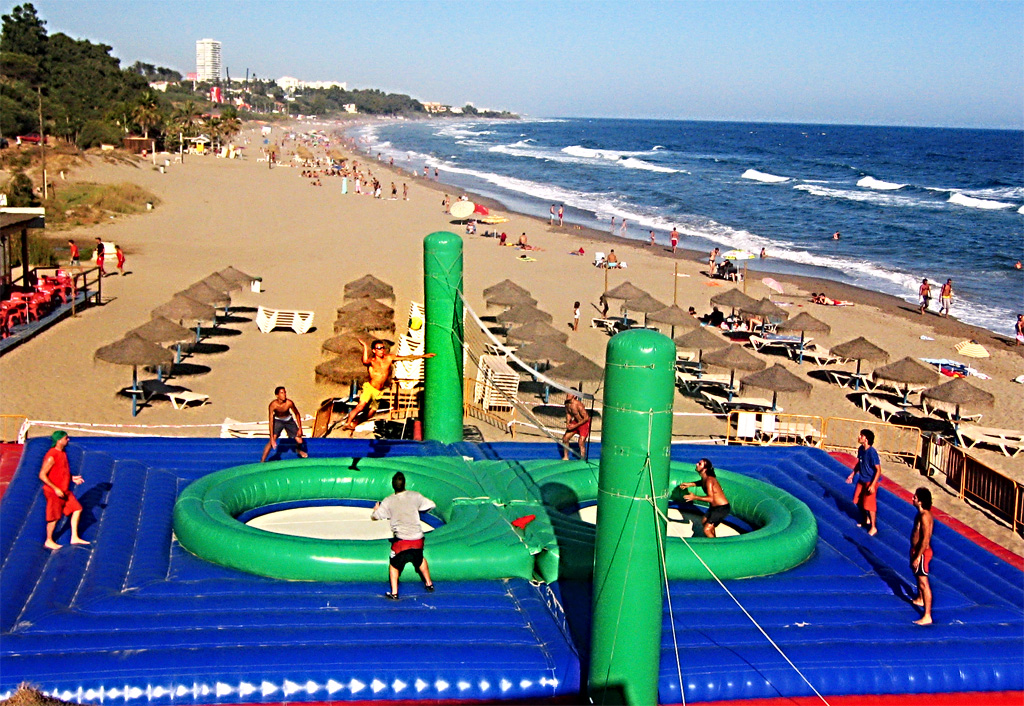
Bossaball pálya. A pálya közepén látható fehér felület a trambulin

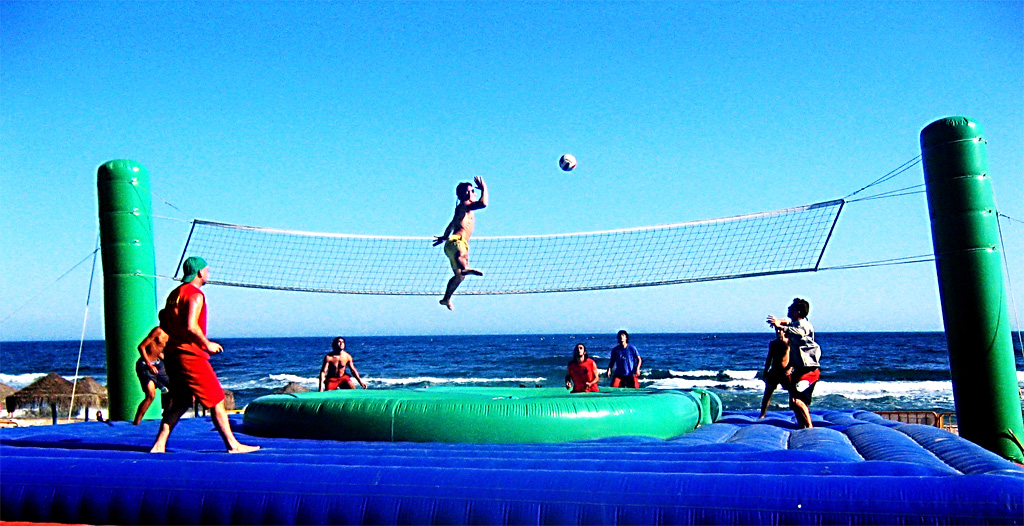
A „támadó” játékos a levegőben

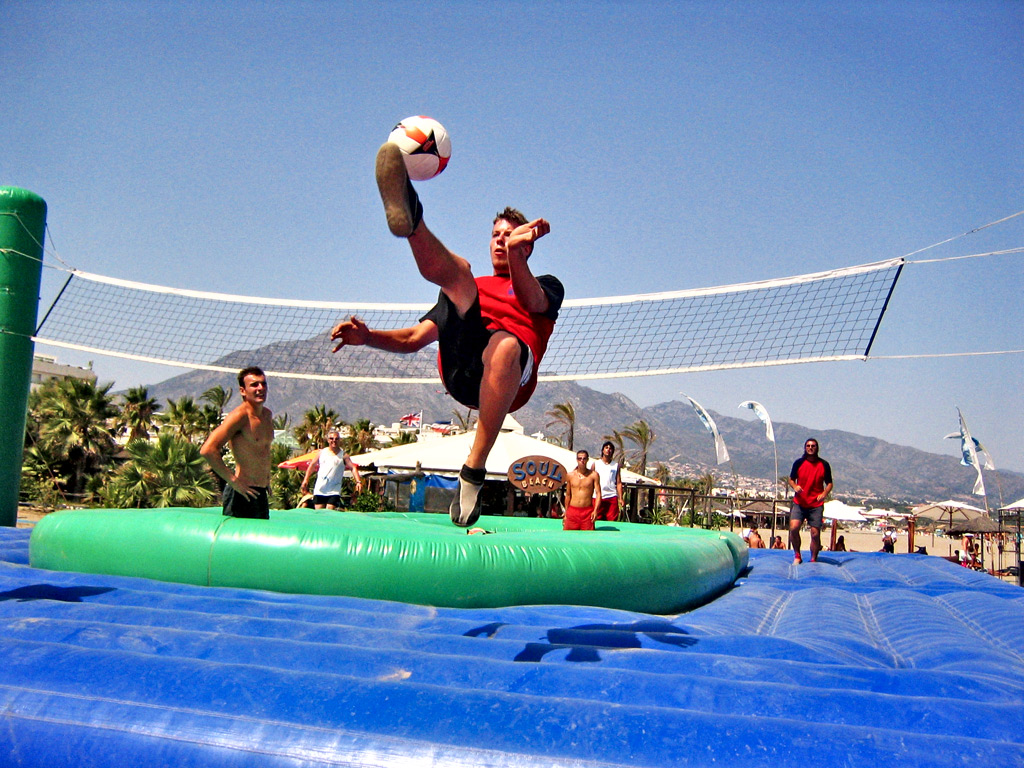
Adogatás lábbal

A bossaball egy sport, amelyet a spanyol Filip Eyckmans talált ki 2004-ben. Alapvetően a röplabdához hasonlít, de a játékban részben a labdarúgás, a torna és a capoeira is szerepet kap. A játéktér egy matrac, mindkét térfélen integrált trambulin is található. Ez lehetővé teszi, hogy a játékos magasra tudjon ugrani, hogy elérje a labdát.
A név a Bossa Nova nevű brazil zenei műfajból származik, amely stílust, attitűdöt jelent.

## Játékmenet
A játék célja, hogy az ellenfél térfelén a labda a talajra (matracra) érjen, hasonlóan a röplabdához.
A csapatok 4 vagy 5 főből állnak. Az egyik közülük a „támadó”, aki a trambulinon ugrál, a többiek a felfújható matracon vannak. Az adogató csapat játékosa (a szerváló) dobhatja, rúghatja vagy ütheti is a labdát át az ellenfél térfelére a háló fölött. A másik csapat játékosai összesen legfeljebb 5-ször érhetnek a labdához, mielőtt a labdát visszajuttatják az ellenfél térfelére. Bármely testrésszel hozzá lehet érni a labdához. A játékosok nem érhetnek hozzá a hálóhoz és egy testrészüknek mindig a saját térfelükön kell lennie.

## Pontozás
Pontot saját pontszerzéssel, vagy az ellenfél hibájából lehet elérni. Amikor a labda a talajt éri (a trampolinon vagy a matracon) a játéktéren belül, akkor a másik térfélen lévő csapat pontot kap.
Kézzel szerzett pont esetén
- 3 pont, ha a labda a trambulinos részen pattan le
- 1 pont, ha a labda a többi részen részen pattan le

Lábbal szerzett pont esetén
- 5 pont, ha a labda a trambulinos részen pattan le
- 3 pont, ha a labda a többi részen részen pattan le

A következő labdamenetben a pontszerző csapat adogathat. Ha a csapat szerezte az előző pontot, akkor ugyanaz a játékos adogat újra. Ha nem ez a csapat szerezte az előző pontot, akkor a játékosok az óramutató járásával megegyező irányban felváltva adogatnak egymás után. Egy szett 25 szerzett pontig, de kétpontos különbségig tart. A mérkőzés két vagy három nyert szettig tart.